# Bellator 72
Bellator LXXII foi um evento de artes marciais mistas organizado pelo Bellator Fighting Championships, ocorrido em 20 de julho de 2012 no USF Sun Dome em Tampa, Florida. O card fez parte da Temporada de Verão anual do Bellator e contou com a semifinal do Torneio de Verão. O evento foi transmitido ao vivo na Epix e MTV2.

## Background
Paul Daley fez sua estréia promocional nesse evento contra Rudy Bears em uma luta de meio médios.
Marius Žaromskis e Waachiim Spiritwolf competiram em uma revanche - pela terceira luta dos dois - após uma controversa interrupção médica em uma luta no Bellator em Maio de 2012.
A luta entre os pesados Chris Barnett e Tom Sauer foram inicialmente anunciados pela promoção para esse card. Porém, a luta não se materializou.